# Oxford, Arkansas
Oxford là một thành phố thuộc quận Izard, tiểu bang Arkansas, Hoa Kỳ. Năm 2010, dân số của thành phố này là 670 người.

## Dân số
- Dân số năm 2000: 642 người.
- Dân số năm 2010: 670 người.